# FM Belfast
FM Belfast – islandzki zespół grający muzykę electro powstały w 2005 w Reykjavíku. Grana przez nich muzyka wydaje się być najbardziej odpowiednią, by oddać surowość i chłód klimatu Islandii.

## Dyskografia
- How to make friends (2008)
- Don't want to sleep (2011)
- Brighter days (2014)